# 베를린 프리스터베크역
베를린 프리스터베크역(Bahnhof Berlin Priesterweg)은 베를린 템펠호프쇠네베르크구 쇠네베르크에 있는 철도역이다. 안할트 근교선과 베를린-드레스덴선 S반선이 분기하는 역이다. 역 남서쪽에는 폐석산인 인줄라너(Insulaner)산이 있으며 산 정상에는 빌헬름 푀르스터 천문대가 위치해 있다.

## 역사
1928년 10월 7일에 쌍섬식 승강장으로 개통했다. 역 개통 이듬해인 1929년 7월 2일에 S반 전동차 운행이 시작되었다. 현재의 역 부지에서는 1903년 7월부터 안할트 근교선의 550 V 전철화 운행이 시범적으로 시작되었다. 드레스덴선 쪽은 계속 증기 기관차로 운행했다.
1939년 5월 15일부터 전동차 전용역으로 변경되었다. 두 번째 출입구가 설치되었고 역 시설이 개수되었다. 제2차 세계 대전 당시에는 베를린 전투의 여파로 인하여 1945년 4월 중순부터 6월 7일까지 운행이 중단되었다. 6월 8일에는 증기 기관차 견인 열차가 운행을 재개했고, 8월 16일부터 전동차 운행이 재개되었다.
1984년 1월 9일에 서베를린 S반의 영업권을 BVG에서 양도받으면서 리히터펠데 방면 열차의 운행이 중단되었고, 남은 열차는 외선으로만 운행했다. 1990년 5월에는 A 승강장의 운행이 중단되고 B 승강장으로만 열차를 처리했다. 이후 A 승강장은 완전히 철거되고 약간 남쪽으로 이설되어 1992년 6월 29일에 영업을 재개했다. 과거 대합실과 출입구는 보존되었으나, 새 승강장 기준으로는 북쪽 끝으로 위치가 변경되었다. 1993년 8월 3일에는 A 승강장 남쪽으로 새로운 출입구가 개설되었다. 신규 B 승강장은 1993년 12월 6일에 영업을 개시했고, 이때부터 승강장 일부에 천장이 설치되었다. B 승강장의 새로운 남쪽 출입구는 1995년 1월에 개설되었다.
2016년 중반부터 1인 승무용 ZAT-FM이 설치되었다.
2017년 9월에는 승강장 북쪽에 있었던 Pr 신호소 건물이 철거되었다.

## 인접 정차역
베를린 버스 M76, 170, 246번과 환승할 수 있다.
| 베를린 S반                             | 베를린 S반 | 베를린 S반                     |
| -------------------------------------- | ---------- | ------------------------------ |
| 쥐트크로이츠 베르나우 바이 베를린 방면 | S2         | 아틸라슈트라세 블랑켄펠데 방면 |
| 쥐트크로이츠 헤니히스도르프 방면       | S25        | 쥐트엔데 텔토 슈타트 방면      |
| 쥐트크로이츠 블랑켄부르크 방면         | S26        | 쥐트엔데 텔토 슈타트 방면      |